# Народи са мора
Народи са мора је израз који се користи за конфедерацију поморских пљачкаша који су пловили дуж источних обала Медитерана, изазивали политичку нестабилност те покушали да опљачкају или освоје египатску територију пред крај 19. династије, а посебно у осмој години владавине фараона Рамзеса III из 20. династије. Египатски фараон Мернептах их изричито наводи као „стране земље (или „народе") (египатски nȝ ḫȝt.w n pȝ ym) у свом Великом запису Карнака. Иако неки научници верују да су „напали“ Кипар, Хетитско краљевство и Левант, та је хипотеза предмет расправе.

## Политичке прилике
Политички модел Блиског истока око 1200. године п. н. е. може се приказати на следећи начин: на Леванту, Кипру и у Микенској Грчкој основна политичка јединица био је град-држава који је контролисао приличан део околине. На Леванту су ови градови-државе потпадали под интересну сферу Хетита или Египта. Кипром су такође доминирали Хетити. На истоку је доста велику моћ имао Каситски Вавилон мада је она била засењена метеорским успоном Асирије (Средњоасирско царство). На истоку су и Еламити формирали своје државе.
Западни део овог политичког пејзажа доживео је слом око, или одмах после 1200. године. Асирија, Вавилон и Елам на истоку, остали су релативно стабилни све до половине једанаестог века п. н. е. На западу, Хетитско краљевство готово потпуно нестаје око 1200. године. На Леванту, пре свега Угарит и Емар, уништени су и напуштени. На Кипру су око 1200. године п. н. е. такође наступила уништавања праћена културним променама. Египат се током 11. века п. н. е. увукао у најуже границе у својој историји изгубивши јужне поседе Леванта и Синаја.

## Појава
Најистакнутије место међу понуђеним објашњењима за политички слом Анадолије и Леванта око 1200. године п. н. е. јесте идеја да су одговорни „народи са мора“. Термин обухвата неколико покрета различитих народа непосредно пре и после 1200. године п. н. е. Једини извор за појаву „народа са мора“ јесу два забележена египатска похода. Први је водио фараон Мернептах у петој години своје владавине против либијског савеза који се населио у Делти. Међу Либијцима су били и најамници који су описани као ратници „северних земаља“ тј. „народи са мора“. Модерни истраживачи преузели су египатски назив. Приликом првог похода Египћани су заробили око 2200 чланова најамничке војске „народа са мора“.
Око 1176. године п. н. е. египатски фараон Рамзес III повео је поход против народа који су надирали на југ Сирије копненим и поморским путем. Поход фараона Рамзеса опширно је описан у његовом великом загробном храму у Мединет Хабуу. Битка против „народа са мора“ водила се и на копну и на мору, негде у близини Делте. На рељефима битке у Рамзесовом храму приказана су теретна кола која вуче бик. То наводи на чињеницу да су ови народи били претежно земљорадници који су принуђени да се селе због лоших услова живота.

## Народи
Неки од „народа са мора“ већ су били познати Египћаним. Народ Лука вероватно се може поистоветити са становницима хетитске земље Лука која се налазила у близини Ликије. Неки од њих чинили су део хетитске армије у бици код Кадеша. Најамнике народа Шерден Египћани су користили још у 14. веку п. н. е. У походу Рамзеса вероватно су учествовали на обе стране. Народ Дењен вероватно би требало поистоветити са истоименом земљом северно од Угарита која је постојала током 14. века п. н. е. Дењени, као и народ Пелешет и Тјекер потичу из Киликије. Већ у дванаестом веку су Египћанима били на располагању као најамници. Народи Тереш и Шекелеш остају непознати јер се помињу само у походима Рамзеса. Народ Еквеш помиње се у Мернептаховом рату против Либијаца. Постојала су тумачења да су они заправо били Ахајци, али је касније доказано да та теорија није основана.

## Колапс бронзаног доба
Описи Рамзеса III потврђују да су „народи са мора“ били најамници у служби египатске и хетитске војске. Још један доказ за то јесу и археолошки докази о насељавању народа Пелешета у областима Палестине где су Египћани имали тврђаве са гарнизонима. Распадом египатске државе, гарнизони су се одржали иако су били препуштени сами себи. Реорганизовали су се као независни градови. Тако је од Пелешета настао народ Филистејци који се у Старом завету помиње као главни противник Сауловог и Давидовог царства.
Распад Хетитског краљевства обично се повезује са „народима са мора“. Међутим, правих доказа за то нема. Ова теорија заснована је на назнаци Рамзеса III да се од „северњака“ није могла одбранити ниједна земља. Међу тим земљама помиње се и држава Хата. Међутим, чини се врло могућим да је Рамзес намерно нагласио уништење Хетитског краљевства како би увећао своје достигнуће. Треба приметити да се и након 1200. године п. н. е. одржала краљевска лоза у Кархемишу што се директно супротставља Рамзесовим тврдњама.
Разарање величанственог града Угарита било је опште прихваћено као дело „народа са мора“. Прича је реконструисана на основу неколико писама из палате у Угариту (записаних на глиненим плочама) у којима се тврди да су Хетити ослабили величанствену државу и оставили је као плен побеснелим хордама морских народа.
Хетитска држава и Угарит су две државе за чији се пад мислило да се без сумње може приписати „народима са мора“, иако је то тешко учинити са сигурношћу. Слом других центара још је теже повезати са „народима са мора“ јер су докази засновани на много дискутованим и понекад противречим налазима керамике. Ни у једном случају није могуће направити било какву чвршћу везу између „народа са мора“ и сломом моћног центра. Због тога је „народе с мора“ правилније посматрати као један од знакова оштег колапса, а не као њихов узрок.